# Bandeiras
Bandeiras es una freguesia portuguesa del concelho de Madalena, con 25,92 km² de superficie y 520 habitantes (2001). Su densidad de población es de 20,1 hab/km².